# Балагурак Марія Степанівна
Марія Степанівна Балагурак (нар. 1935, тепер Косівського району Івано-Франківської області — ?) — українська радянська діячка, килимарниця Косівської фабрики художніх виробів виробничо-художнього об'єднання «Гуцульщина» Івано-Франківської області. Депутат Верховної Ради УРСР 7—8-го скликань.

## Біографія
Народилася в родині Степана Дмитрука. Закінчила семирічну школу.
З 1951 року — розмотувальниця пряжі, ткаля, лаборант, бракувальниця Косівської художньо-промислової артілі, килимарниця Косівської фабрики художніх виробів імені Тараса Шевченка виробничо-художнього об'єднання «Гуцульщина» Івано-Франківської області.
Брала активну участь в гуртках художньої самодіяльності.

## Нагороди
- орден Трудового Червоного Прапора
- медалі